# Arthur Ney
Arthur Ney (* 28. November 1887 in Potsdam; † 13. Dezember 1963 in Villars-sur-Ollon, Schweiz) war ein deutsch-schweizerischer Komponist und Dirigent.
Seine musikalische Ausbildung erhielt er in Potsdam. 1920 wurde er Schweizer Staatsbürger. Er dirigierte die Blasorchester Musikgesellschaft Interlaken, Spiez, Lyss, Schwyz, Sursee, Beckenried und Luzern. Von 1937 bis zu seinem Tod lebte Ney als freischaffender Komponist und Verleger in Villars-sur-Ollon. Er schuf zahlreiche beliebte und ausserordentlich viel gespielte Märsche und Ouvertüren.

## Werke
- 1921 Concordia. Marsch
- 1933 Zur Jubelfeier. Ouvertüre, opus 95
- 1934 Rhythmus
- 1940 Marschbereit, opus 110
- 1943 St. Triphon. Marsch, opus 114
- 1945 Trompeterruf. Marsch, opus 107
- Excelsior. Ouvertüre
- Souvenir de Pleyel. Ouvertüre
- Im Röseligarte. Schweizerlieder-Potpourri
- Klänge aus dem Bernerland. Potpourri
- Vivat Lucerna. Bravourmarsch
- Die Urschweiz grüsst. Marsch
- Fürs Vaterland. Marsch